# Выход на поклон
Выход на поклон или вызов на поклон — выход на сцену исполнителей после представления для награждения аплодисментами публики. В музыкальных представлениях в конце выхода на поклон артистов принято награждать аплодисментами оркестр и дирижёра.
Рекорд по количеству вызовов на поклон принадлежит Лучано Паваротти, которого берлинская публика 24 февраля 1988 года вызывала 165 раз в течение 1 часа и 7 минут после исполнения партии Неморино в опере Гаэтано Доницетти Любовный напиток.

## В кинематографе и телевидении
В кинематографе и телевидении в конце фильма иногда показывают последовательность кадров, в которой одновременно с финальными титрами показывают актёров имитируя «выход на поклон» в спектакле или представлении.